# هوراس لمب
 هوراس لمب (انگلیسی: Horace Lamb؛ زاده ۲۷ نوامبر ۱۸۴۹ درگذشته ۴ دسامبر ۱۹۳۴) یک دانشمند در زمینه ریاضیات کاربردی اهل انگلستان بود.